# سوگورو هاشیموتو
سوگورو هاشیموتو (انگلیسی: Suguru Hashimoto؛ زادهٔ ۱۶ ژوئن ۱۹۸۲) بازیکن فوتبال اهل ژاپن است.
از باشگاه‌هایی که در آن بازی کرده‌است می‌توان به وایله بلدکلوب اشاره کرد.